# Miro Baldo Bento
Miro Baldo Bento de Araújo (sinh ngày 4 tháng 6 năm 1975) là một cầu thủ bóng đá người Đông Timor. Ông từng là cầu thủ của Đội tuyển bóng đá quốc gia Indonesia (1998–2000), trước khi gia nhập Đội tuyển bóng đá quốc gia Đông Timor năm 2005 sau khi Đông Timor tuyên bố độc lập từ Indonesia. Hiện tại ông là cầu thủ - trợ lý huấn luyện viên của FC Porto Taibessi.

## Sự nghiệp quốc tế
| # | Thời gian           | Địa điểm                                                 | Đối thủ   | Bàn thắng | Kết quả | Giải đấu       |
| - | ------------------- | -------------------------------------------------------- | --------- | --------- | ------- | -------------- |
| 1 | 29 tháng 8 năm 1998 | Sân vận động Thống Nhất, Thành phố Hồ Chí Minh, Việt Nam | Myanmar   | 5–1       | 6–2     | Cúp Tiger 1998 |
| 2 | 31 tháng 8 năm 1998 | Sân vận động Thống Nhất, Thành phố Hồ Chí Minh, Việt Nam | Thái Lan  | 0–1       | 3–2     | Cúp Tiger 1998 |
| 3 | 3 tháng 9 năm 1998  | Sân vận động Thống Nhất, Thành phố Hồ Chí Minh, Việt Nam | Singapore | 2–1       | 2–1     | Cúp Tiger 1998 |